# Liza van der Most
Liza van der Most (* 8. Oktober 1993 in Cali, Kolumbien) ist eine niederländische ehemalige Fußballspielerin. Die Abwehrspielerin spielte von 2023 bis 2025 beim FC Utrecht, zuvor elf Spielzeiten für Ajax Amsterdam – zunächst in der BeNe League und dann in der Eredivisie. Zwischen 2014 und 2029 kam sie zu 15 Einsätzen in der niederländischen Nationalmannschaft.

## Karriere

### Verein
Liza van der Most begann ihre Laufbahn beim VV Papendrecht und wechselte mit 11 Jahren in die Mädchenakademie von VV SteDoCo. 2012 folgte der Wechsel zu Ajax Amsterdam in die neu gegründete gemeinsame belgisch-niederländische BeNe League. Nach drei Spielzeiten, in denen Ajax zweimal Dritter wurde, gingen die Belgierinnen und Niederländerinnen wieder getrennte Wege. Ajax spielte nun wieder in der  Eredivisie und wurde dort 2016/17 und 2017/18 Meister und gewann in diesen Spielzeiten auch den Pokal. Damit hatte sich Ajax auch für die Qualifikation zur UEFA Women’s Champions League 2017/18 und 2018/19 qualifiziert, die erfolgreich abgeschlossen wurde. 2017/18 war dann aber im Sechzehntelfinale gegen den ACF Brescia Endstation und 2018/19 im Achtelfinale gegen Titelverteidiger Olympique Lyon. Im Qualifikationsspiel am 7. August 2018 gegen den irischen Vertreter Wexford Youths erzielte sie ihr bisher einziges Tor auf internationaler Ebene. Ihr erstes Liga-Tor hatte sie am 3. Februar 2017 beim 1:0-Sieg gegen den SC Heerenveen erzielt.
Nach zwei Spielzeiten beim  FC Utrecht mit wenigen Einsätzen, gab der Verein im Mai 2025 ihr Karriereende bekannt.

### Nationalmannschaft
Mit der U-19-Mannschaft nahm sie im September 2011 und April 2012 an der Qualifikation zur U-19-Fußball-Europameisterschaft der Frauen 2012 teil, scheiterte aber mit ihrer Mannschaft in der zweiten Qualifikationsrunde.
2014 wurde sie erstmals in der A-Nationalmannschaft aufgestellt. Beim torlosen Remis am 20. August gegen Brasilien stand sie in der Startelf, wurde aber nach 78 Minuten ausgewechselt. Auch am 13. September 2014 im WM-Qualifikationsspiel gegen Portugal stand sie in der Startelf, diesmal für 75 Minuten. Im April 2015 wurde sie auch für den vorläufigen WM-Kader nominiert, letztlich aber nicht in den endgültigen Kader berufen. Sie musste dann auch bis März 2017 auf ihr drittes Länderspiel warten. Beim Algarve-Cup 2017 kam sie zu zwei Einsätzen, wobei sie jeweils über 90 Minuten spielte. Es folgte noch ein Kurzeinsatz beim Testspiel gegen Japan am 9. Juni und anschließend wurde sie für den EM-Kader nominiert. Auch im  letzten Testspiel vor der EM gegen EM-Neuling Österreich hatte sie noch einen 30-minütigen Einsatz. Bei der EM wurde sie nur im letzten Gruppenspiel gegen Belgien eingesetzt. Auch danach kam sie nur sporadisch zum Einsatz. So wurde sie in den 22 Länderspielen zwischen EM-Titel und Mai 2019 nur sechsmal eingesetzt. Am 10. April 2019 wurde sie für den vorläufigen WM-Kader nominiert, kam aber bei der WM nicht zum Einsatz. In der anschließenden Qualifikation zur EM 2022 hatte sie noch zwei Einsätze im Herbst 2019. Danach wurde sie nicht mehr berücksichtigt.
Erfolge
- Niederländische Double-Gewinnerin 2016/2017, 2017/18
- Niederländische Pokalsiegerin 2013/14, 2018/2019
- Europameister 2017
- 2018: Algarve-Cup-Sieg (zusammen mit Schweden[9])
- 2019: Zweite der Fußball-Weltmeisterschaft (ohne Einsatz)

## Privates
Liza van der Most wurde in Kolumbien geboren und im Alter von sieben Monaten von einer Papendrechter Familie adoptiert.